# توماس فوتن
توماس فوتن (انگلیسی: Thomas Fothen؛ زادهٔ ۶ آوریل ۱۹۸۳) دوچرخه‌سوار اهل آلمان است.